# Bipinnula polysyka
Bipinnula polysyka é uma espécie de orquídeas geófitas, família Orchidaceae, que existem apenas no nordeste da Argentina e Uruguai, em baixas altitudes. São plantas terrestres ou humícolas, de crescimento sazonal, que passam por período de dormência quando apenas subsistem suasraízes fasciculadas e mais ou menos tuberosas, resistentes às secas prolongadas e mesmo incêndios. Apresentam pseudocauleherbáceo, com poucas flores ou apenas uma flor apical, cujas sépalas e pétalas muito diferem entre si; as sépalas laterais são estreitas e na extremidade alargam-se terminando em uma espécie de franja que lembra uma pluma.

## Publicação e sinônimos
- Bipinnula polysyka Kraenzl., Bot. Jahrb. Syst. 9: 317 (1887).